# 伏拉夫
伏拉季斯拉夫·尤里耶维奇·科科列夫斯基（羅馬化：Vladislav Yuryevich Kokolevsky；1995年6月26日—），中文名简称伏拉夫，俄罗斯阿穆尔州海兰泡人，短视频博主、中国大陆网络红人。

## 生平
2012年高中毕业后，前往北京語言大學留學，目前居住于中国浙江省杭州市。
伏拉夫运营的抖音账号 （页面存档备份，存于）获得大量关注（视频“我要成为一个真正的中国人”获得三百万点赞），其创作的视频特点是尝试各种火锅以及在视频中不断感慨诸如“我爱中国”、“我们中国真是太厉害了”、“厉害了，我的中国”的言论。
他的视频也引发了调侃与恶搞，并诞生了例如“很快就到你家门口”（出自其短视频 （页面存档备份，存于））的梗。
2019年10月，與大自己25岁的女友韩裔澳大利亚人吕瑞拉結婚，是當年北京語言大學的同學，亦與他本人同為當年优秀毕业生之一。

## 争议
因在视频中发表“我一直用的都是华为手机啊，都换了第三代了”，而据其其他视频了解，伏拉夫使用的手机为IPhone，现为iPhone 14 Pro Max ，被中国大陆网友针对。
因伏拉夫创作的视频中多发表对中国大陆的称赞（如“我爱中国”），并获得大量关注，这些言论被中国大陸网民讽刺为“财富密码”。2022年2月底，在经历一段时间的停更后，伏拉夫转变称赞中国的视频风格，改以分享在中国的所见所闻与日常为主。

## 活動
- 2016年，參加中央電視台《快樂漢語》成為本期人氣學員。
- 2019年，參與錄製貴州衞視《短視頻故事會》。
- 2020年9月19日，參加寧波"創作空間"活動。
- 2021年2月，與妻子瑞拉共同參加重慶衞視《謝謝你來了》。
- 2021年6月，與妻子瑞拉共同參加天津衞視《幸福來敲門》2021 第20期。

## 外部連結
- 伏拉夫的新浪微博
- 伏拉夫的抖音账户 （页面存档备份，存于）